# 扬子小连翘
扬子小连翘（学名：Hypericum faberi），为藤黄科金丝桃属下的一个植物种。种名faberi以19世纪来中国传教、收集植物的德国植物学家花之安（Ernst Faber, 1839-1899）的名字命名。